# زوركا أميرة الجبل الأسود
زوركا أميرة الجبل الأسود (3 ديسمبر 1864 - 16 مارس 1890) كانت الابنة الكبرى لملك الجبل الأسود نيقولا الأول وميلينا فوكوتيتش.

## حياتها
ولدت في ستنيي، الجبل الأسود وفي ذلك الوقت كان والدها بمنصب أمير في البلاد. تلقت زوركا تعليمها في روسيا قبل أن تعود إلى الجبل الأسود.

## زواجها
تزوجت زوركا بيتر الأول ملك صربيا في سيتينيي بتاريخ 1 أغسطس 1883 في حفل الأرثوذكسية الصربية. [1]
كان لديهم خمسة أطفال هم:
- الأميرة هيلين صربيا (4 نوفمبر 1884 - 16 أكتوبر 1962).
- الأميرة ميلينا صربيا (28 أبريل 1886 - 21 ديسمبر 1887).
- جورج، ولي عهد صربيا (8 سبتمبر 1887 - 17 أكتوبر 1972).
- الكسندر الأول ملك يوغسلافيا (16 ديسمبر 1888 - 9 أكتوبر 1934).
- الأمير أندرو صربيا (ولد وتوفي 16 مارس 1890).

## وفاتها
توفيت زوركا عن عمر يناهز 25 سنة بتاريخ 16 مارس 1890 في سيتينيي أثناء ولادتها للأمير أندرو صربيا ودفنت في كنيسة القديس جورج في توبولا في صربيا.